# Melissa Stockwell
Pour les articles homonymes, voir Stockwell.
Melissa Stockwell, née le 23 avril 1980 à Grand Haven, Michigan aux États-Unis, est une vétéran et blessée de guerre, triple championne du monde de paratriathlon et ancienne nageuse handisport américaine.

## Biographie
Melissa Stockwell, en tant que lieutenant est la première femme soldat à perdre un membre lors de la guerre en Irak. Elle perd sa jambe gauche à la suite de l'explosion d'une bombe placée sur la route de son convoi vers Bagdad. En remerciement de son action en Irak, elle reçoit les décorations Bronze Star et Purple Heart. Retirée de l’armée, elle travaille comme prothésiste et participe à la direction de la Wouded Warrior project de 2005 à 2014, une fondation caritative de vétéran de guerre.
Elle devient par la suite la première vétéran de la guerre en Irak choisie pour participer aux Jeux paralympiques. Elle participe à trois compétitions de natation des Jeux de 2008 : le 100 mètres papillon, le 100 mètres nage libre et le 400 mètres nage libre et finit respectivement sixième, cinquième et quatrième dans ses épreuves de qualification. Pour la cérémonie de clôture, elle est porte-drapeau de la sélection des États-Unis.
Après ces Jeux paralympiques, elle se consacre au triathlon. Elle est qualifiée pour représenter les États-Unis aux championnats du monde de paratriathlon de 2010 à Budapest, dans la catégorie TR2. Elle gagne son premier titre mondial dans cette spécialité en 2010, titre qu'elle conserve en 2011 et 2012. Elle remporte plusieurs fois le championnat national américain, elle est nommée par USA Triathlon, paratriathlète de l'année 2010. En janvier 2013, elle est n°1 mondiale du classement de la Fédération internationale de triathlon dans la catégorie triathlète handisport TR2. Qualifié pour les Jeux paralympiques à Rio de Janeiro en 2016 où le paratriathlon fait sa première apparition, elle remporte la médaille de bronze dans sa catégorie (PT2).
Elle s'entraîne au United States Olympic Training Center à Colorado Springs bénéficiant du programme de performance des vétérans paralympique (Veterans Paralympic Performance Program).

## Palmarès
Le tableau présente les résultats les plus significatifs (podium) obtenus sur le circuit national et international de paratriathlon depuis 2010.
| Année | Paratriathlon                                                     | Pays             | Position           | Temps           |
| ----- | ----------------------------------------------------------------- | ---------------- | ------------------ | --------------- |
| 2016  | Jeux paralympiques d'été de 2016 PT2                              | Brésil           | Médaille de bronze | 1 h 25 min 24 s |
| 2016  | Championnats des États-Unis de paratriathlon PT2                  | États-Unis       | Médaille d'argent  | 1 h 18 min 37 s |
| 2015  | Championnats du monde de paratriathlon PT2 - Finale à Chicago     | États-Unis       | Médaille de bronze | 1 h 26 min 7 s  |
| 2015  | Championnats du monde de paratriathlon PT2 - Épreuve de Détroit   | États-Unis       | Médaille d'or      | 1 h 19 min 31 s |
| 2015  | Championnats des États-Unis de paratriathlon PT2                  | États-Unis       | Médaille d'argent  | 1 h 25 min 55 s |
| 2013  | Championnats du monde de paratriathlon TRI-2 - Finale à Londres   | Royaume-Uni      | Médaille d'argent  | 1 h 30 min 39 s |
| 2013  | Championnats des États-Unis de paratriathlon PT2                  | États-Unis       | Médaille d'or      | 1 h 32 min 26 s |
| 2013  | Championnats du monde de paratriathlon PT2 - Épreuve de San Diego | États-Unis       | Médaille d'or      | 1 h 35 min 38 s |
| 2012  | Championnats du monde de paratriathlon TRI-2 - Finale à Auckland  | Nouvelle-Zélande | Médaille d'or      | 1 h 22 min 14 s |
| 2011  | Championnats du monde de paratriathlon TRI-2 - Finale à Pékin     | Chine            | Médaille d'or      | 1 h 41 min 31 s |
| 2010  | Championnats du monde de paratriathlon TRI-2 - Finale à Budapest  | Hongrie          | Médaille d'or      | 1 h 39 min 0 s  |

### Filmographie
- Warrior Champions: From Baghdad to Beijing, film documentaire sous la direction de  Brent Renaud et Craig Renaud.